# Ковалівський яр

Ковалі́вський яр — ландшафтний ентомологічний заказник місцевого значення, розташований на теренах Крушинської сільської ради Васильківського району Київської області. Створений відповідно до рішення Київської обласної ради від 17 червня 2010 за № 739-32-У. Заказник перебуває у підпорядкуванні Васильківської районної державної адміністрації.  Наукове обгрунутвання створення заказника пыдготовлено експертами Ukrainian Nature Conservation Group.

## Загальні відомості
Землекористувачем всієї території є Крушинська сільська рада (землі запасу). Поряд розташовано дачний масив Василькова.
Площа заказника — 15,0 га, створений у 2010 році. Крутизна схилів становить 30°-80°.

## Історія
Створення заказника тривало з 2003 року. Тоді Крушинська сільська рада погодила створення заказника. Але у частині яру розміщене Васильківське сміттєзвалище, термін використання якого неодноразово продовжували і яке було закрите лише 2011 року. З нього фільтрати потрапляють до води струмка, що протікає в ярі. Було вирішено, що це має незначний вплив на різноманітну екосистему схилів урочища. Але 2005 на сміттєзвалище привезли хімікати для дубіння шкіри, що в значних об'ємах потрапили до води потоку. Це отримало значний розголос завдяки засобам масової інформації і призвело до зміни керівництва сміттєзвалища, його управлінської структури. Через це Крушинська сільська рада відкликала своє погодження на створення заказника. Зрештою шляхом компромісу було отримано нове погодження на створення заказника на схилах яру з виключенням з його меж днища яру зі струмком.

## Характеристика
Яр простягається приблизно на кілометр з північного сходу на південний захід. Потік, що протікає яром, є притокою першого порядку річки Стугна. На західних схилах урочища збережено типчаково-ковиловий степ. Східні схили вкриті типчаковим степом, а у нижній частині типчаково-різнотравним степом. У нижній частині яру поєднано навколоводна рослинність з вологими луками. Найбільш цінними є степовий флористичний комплекс верхньої і середньої частини урочища, що переважно складається з тонконогових, зокрема типчаку (вівсяниці борозенчастої) та найбільшої популяції у Васильківському районі ковили волокнистої — виду, занесеного до Червоної книги України. У зволоженому рукаві яру виявлено популяцію зозульок травневих — зникаючого виду орхідей, також занесеного до Червоної книги України.
Завдяки збереженню степового фітоценозу урочища в ньому мешкають малочисельні види тварин, з яких 11 зникаючих видів занесено до Червоної книги України. До таких відносяться метелики махаон, красик веселий, синявець меліагр, ведмедиця Гера, бражник прозерпіна, бражник дубовий, стрічкарка блакитна, джміль яскравий, вусач мускусний, вусач-коренеїд хрестоносець, бджола тесляр фіолетова.
Навесні й восени в урочищі зупиняються на перепочинок мігруючі птахи, частина з яких занесена до Червоної книги України і охороняється згідно Боннської конвенції. Постійно тут гніздуються очеретянки, лиски, крижні, припутні, білогурки, бджолоїдки, куріпки сірої, перепілки. Велика кількість дрібних птахів приваблює хижих птахів — яструбів, канюків. З земноводних тут стрічаються жаби зелені, гостроморді, ропухи сірі. З плазунів тут селяться ящірка прудка і вуж звичайний. Ссавці представлені різноманітними гризунами, притаманними біотипам степових балок Наддніпрянщини, а також зайцем сірим, лисицею звичайною.
Перелік даних про фауну Ковалівського яру занесено до Державного кадастру тваринного світу України, 3-го видання Червоної книги України, підготовленого Інститутом зоології ім. І. І. Шмальгаузена НАН України на замовлення Міністерства охорони навколишнього природного середовища України.